# Afonso av Portugal
Afonso av Portugal, född 1475, död 1491, var en portugisisk prins och tronarvinge. Han var Portugals tronarvinge mellan 1481 och 1491. 